# 505 Games
505 Games (voormalig bekend als: 505 Game Street) is een Italiaans computerspelontwikkelaar opgericht in 2006 als onderdeel van Digitial Bros.. 505 Games staat vooral bekend als de uitgever van games zoals, Payday 2 en Terraria.

## Games
Alleen voor de DS:
- Brain Boost
- Brain Buster Puzzle Pak
- Buffy the Vampire Slayer: Sacrifice
- Bust-a-Move DS · Chameleon: To Dye For!
- Cooking Mama
- Cooking Mama 2
- Cooking Mama 3
- Deep Labyrinth
- Draglade
- Fashion Designer: Style Icon
- Hi Hamtaro! Little Hamsters Big Adventure
- Hoshigami Remix
- Izuna: Legend of the Unemployed Ninja
- Mean Girls DS
- MinDStorm
- Pic Pic
- Top Gun
- Rockin' Pretty
- Touch Detective
- Touch Detective 2 ½
- Johnny Test

Andere spellen:
- A-Train HX
- All Round Hunter
- ArmA: Armed Assault
- ArmA 2
- Armored Core 4
- Armored Core: Last Raven
- Armored Core: Nine Breaker
- Backbreaker
- Battle Fantasia
- Blackwater
- Cooking Mama: Cook Off
- Cooking Mama: World Kitchen
- Cryostasis
- Dave Mirra BMX Challenge
- The Destiny of Zorro
- Ex Zeus
- Graffiti Kingdom
- Grease
- Guilty Gear Isuka
- Guilty Gear 2: Overture
- Harvest Moon: A Wonderful Life
- Heavenly Guardian
- IL-2 Sturmovik
- Magna Carta: Crimson Stigmata
- Men of War
- Michigan: Report from Hell
- Naughty Bear
- NecroVisioN
- Payday
- Payday 2
- Raiden III
- Riviera: The Promised Land
- Rugby World Cup 2011
- Samurai Western
- Stella Deus: The Gate of Eternity
- Terraria
- We Cheer
- We Rock: Drum King
- Wild Arms 4
- Wild Arms 5
- World Championship Poker